# Autostrada A16
Die Autostrada A16 (italienisch für ‚Autobahn A16‘), auch Autostrada dei Due Mari (ital. für ‚Autobahn der zwei Meere‘) genannt, ist eine italienische Autobahn, die von Neapel bis nach Canosa führt. Sie hat eine Länge von 172 km und ist auf ihrem gesamten Verlauf mautpflichtig. Verwaltet und betrieben wird sie von der italienischen Autobahngesellschaft Autostrade per l’Italia.

## Geschichte
Ihre ursprüngliche Nummer war die A17, die sie allerdings verlor, als die A14 nach Bari fertiggestellt wurde und sie zwischen der A14 und Neapel die Nummer 16 erhielt, die bis zu diesem Zeitpunkt die Autobahn zwischen Rom und Civitavecchia (heute A12) innehatte.
Der Bau einer Autobahn von Neapel an die Adriaküste war äußerst aufwendig. Größtes Hindernis stellte bei der Planung und beim Bau der Apennin dar, den es zu überwinden galt. Die Eröffnung der Autobahn geht auf das Jahr 1969 zurück.

## Verlauf
Die Autobahn besteht größtenteils aus zwei Fahrspuren für jede Fahrtrichtung, welche außerdem über einen Pannenstreifen verfügen. Ihr Ursprung liegt östlich von Neapel. Auf ihrem Weg von Westen nach Osten, schneidet sie in der Region Kampanien das Gebiet der Irpinia und kreuzt die Autobahn A30 in der Nähe von Nola. Bei Avellino besteht ein Anschluss nach Salerno, 20 km weiter östlich ein Anschluss nach Benevent.
Aufgrund der Beschaffenheit des Terrains liegt der östliche Teil der Autobahn oftmals im Einflussbereich starker Winde, die, insbesondere für schwere Fahrzeuge, eine Behinderung darstellen können. Auf den Steigungsstrecken wurde hier auch eine dritte Fahrspur geschaffen, die ein besseres Überholen von langsamen, schweren LKWs ermöglichen soll. In den Wintermonaten (November bis April) ist erforderlich, Schneeketten zwischen Baiano und Candela mitzuführen. In diesem Abschnitt des Apennin treten oft plötzliche und reichliche Schneeniederschläge auf. Bei zu starkem Schneefall besteht bei der Anschlussstelle Baiano Zwangsausfahrt für den Verkehr aus Richtung Neapel. Zwischen Grottaminarda und Vallata befindet sich mit 671 m ü. NN der höchste Punkt der A16.
An der Anschlussstelle Candela existiert zudem eine Querspange zwischen der A16 und der Stadt Foggia, die auch als Abkürzung zur A14 in Richtung Pescara / Bologna genutzt wird.
Nördlich von Canosa di Puglia endet die A16 an einem Autobahndreieck mit der A14 Bologna – Tarent.

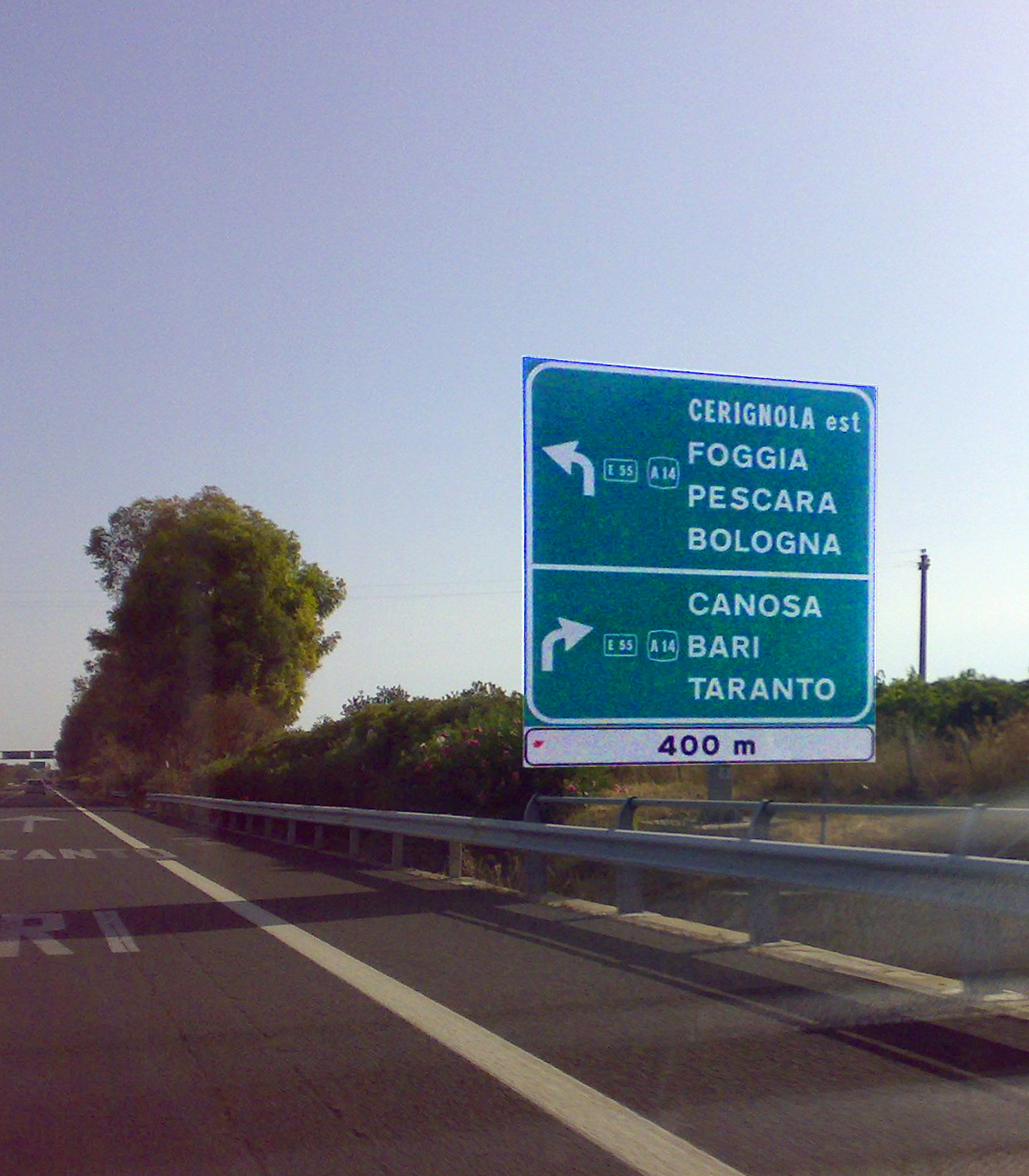
Die A16 am Dreieck mit der A14